# Chaetocnema cheni
Chaetocnema cheni (лат.) — вид жуков-листоедов рода Chaetocnema трибы земляные блошки из подсемейства козявок (Galerucinae, Chrysomelidae). Видовое название дано в честь крупного китайского энтомолога и колеоптеролога профессора SH Chen, который первым обозначил новый вид, но не описал его.

## Распространение
Встречаются в Юго-восточной Азии (Китай, Hunan, Jiangxi, Sichuan, Yunnan).

## Описание
Длина 1,85—2,10 мм, ширина 1,79—2,05 мм. От близких видов (Chaetocnema picipes, Chaetocnema fortecostata, Chaetocnema constricta, Chaetocnema kingpinensis) отличается комбинацией следующих признаков: первый членик передних лапок самцов значительно крупнее второго, ноги и усики более тёмные, передне-боковые углы пронотума округлые, формой эдеагуса и переднеспинки (прямые боковые края, соотношение ширины к длине 1,47). Переднеспинка и надкрылья бронзоватые. Фронтолатеральная борозда присутствует. Антенномеры усиков желтовато-коричневые или чёрные (А1-11), ноги желтовато-коричневые. Голова гипогнатная (ротовые органы направлены вниз). Надкрылья покрыты несколькими рядами (6—8) многочисленных мелких точек — пунктур. Бока надкрылий выпуклые. Второй и третий вентриты слиты. Средние и задние голени с выемкой на наружной стороне перед вершиной. Переднеспинка без базальной бороздки, но с двумя продольными вдавлениями. Кормовое растение Картофель (Solanum tuberosum, Solanaceae). Вид был впервые описан в 2014 году по материалам из Китая, а его валидный статус был подтверждён в ходе ревизии ориентальной фауны рода Chaetocnema, которую провели в 2019 году энтомологи Александр Константинов (Systematic Entomology Laboratory, USDA, c/o Smithsonian Institution, National Museum of Natural History, Вашингтон, США) и его коллеги из Китая (Ruan Y., Yang X., Zhang M.) и Индии (Prathapan K. D.).